# 马丁 (斯洛伐克)
马丁（直到1950年使用Turčiansky Svätý Martin）是斯洛伐克共和国北部喀尔巴阡山麓的小城市，位于小法特拉山脉和大法特拉山脉之间，图列茨河沿岸。人口大约6.1万，是斯洛伐克第八大城市。1918年10月30日在这座城市召开的会议颁布了马丁宣言，决定斯洛伐克和捷克合并成为一个共和国。